# 普尼夫涅
51°40′48″N 25°16′10″E / 51.68000°N 25.26944°E
普尼夫涅（烏克蘭語：Пнівне），是烏克蘭西北部的村莊，隸屬沃倫州的卡明-卡希爾斯基區。該村面積2.47平方公里，海拔高度155米，2001年人口583，人口密度每平方公里236.03人。